# Кремија
Кремија (итал. Cremia) је насеље у Италији у округу Комо, региону Ломбардија.
Према процени из 2011. у насељу је живело 761 становника. Насеље се налази на надморској висини од 345 м.

## Становништво
| 1936. | 1951. | 1961. | 1971. | 1981. | 1991. | 2001. | 2011. |
| ----- | ----- | ----- | ----- | ----- | ----- | ----- | ----- |
| 869   | 882   | 808   | 842   | 826   | 777   | 761   | 709   |